# Supercross de Paris
Le Supercross de Paris (anciennement Supercross Paris-Bercy puis Supercross Paris-Lille) est une épreuve de motocross se déroulant en intérieur, ou indoor, sur une piste aménagée, au Palais omnisports de Paris-Bercy depuis sa création en 1984 jusqu'à l'édition 2013, puis au Stade Pierre-Mauroy de Lille. En 2017, le supercross revient à Paris à la Paris La Défense Arena de Nanterre.
Pendant près de trente ans, les meilleurs pilotes français de supercross sont venus y défier les stars américaines.
Deux catégories sont présentes: les SX1 et SX2. Ces dernières sont des 250 cm3 et la catégorie reine, les SX1, avec des stars de la discipline sont des 450 cm3. Les pilotes s'affrontent sur des sessions sprint de quelques minutes. Entre chaque manche un show freestyle est organisé.

## Palmarès
| Date              | Lieu                                                 | Vainqueur King of Paris                              | Constructeur                                         |
| ----------------- | ---------------------------------------------------- | ---------------------------------------------------- | ---------------------------------------------------- |
| 15 mars 1984      | Palais omnisports de Paris-Bercy                     | David Bailey (en)                                    | Honda                                                |
| 5 décembre 1985   | Palais omnisports de Paris-Bercy                     | Johnny O’Mara                                        | Honda                                                |
| 5 décembre 1986   | Palais omnisports de Paris-Bercy                     | David Bailey (en)                                    | Honda                                                |
| 4 décembre 1987   | Palais omnisports de Paris-Bercy                     | Ricky Johnson (en)                                   | Honda                                                |
| 2 décembre 1988   | Palais omnisports de Paris-Bercy                     | Jeff Ward                                            | Kawasaki                                             |
| 3 décembre 1989   | Palais omnisports de Paris-Bercy                     | Ricky Johnson                                        | Honda                                                |
| 3 décembre 1990   | Palais omnisports de Paris-Bercy                     | Jean-Michel Bayle                                    | Honda                                                |
| 16 novembre 1991  | Palais omnisports de Paris-Bercy                     | Jean-Michel Bayle                                    | Honda                                                |
| 15 novembre 1992  | Palais omnisports de Paris-Bercy                     | Jeff Stanton                                         | Honda                                                |
| 14 novembre 1993  | Palais omnisports de Paris-Bercy                     | Jeremy McGrath                                       | Honda                                                |
| 13 novembre 1994  | Palais omnisports de Paris-Bercy                     | Mike LaRocco                                         | Kawasaki                                             |
| 12 novembre 1995  | Palais omnisports de Paris-Bercy                     | Jeremy McGrath                                       | Honda                                                |
| 10 novembre 1996  | Palais omnisports de Paris-Bercy                     | Ryan Hughes                                          | ?                                                    |
| 9 novembre 1997   | Palais omnisports de Paris-Bercy                     | Jeff Emig (en)                                       | Kawasaki                                             |
| 15 novembre 1998  | Palais omnisports de Paris-Bercy                     | Larry Ward                                           | Suzuki                                               |
| 14 novembre 1999  | Palais omnisports de Paris-Bercy                     | David Vuillemin                                      | Yamaha                                               |
| 29 octobre 2000   | Palais omnisports de Paris-Bercy                     | David Vuillemin                                      | Yamaha                                               |
| 11 novembre 2001  | Palais omnisports de Paris-Bercy                     | David Vuillemin                                      | Yamaha                                               |
| 10 novembre 2002  | Palais omnisports de Paris-Bercy                     | Grant Langston                                       | KTM                                                  |
| 9 novembre 2003   | Palais omnisports de Paris-Bercy                     | David Vuillemin                                      | Yamaha                                               |
| 14 novembre 2004  | Palais omnisports de Paris-Bercy                     | Andrew Short                                         | Suzuki                                               |
| 13 novembre 2005  | Palais omnisports de Paris-Bercy                     | Andrew Short                                         | Honda                                                |
| 12 novembre 2006  | Palais omnisports de Paris-Bercy                     | Christophe Pourcel                                   | Kawasaki                                             |
| 11 novembre 2007  | Palais omnisports de Paris-Bercy                     | Chad Reed                                            | Yamaha                                               |
| 9 novembre 2008   | Palais omnisports de Paris-Bercy                     | James Stewart Jr                                     | Yamaha                                               |
| 1er novembre 2009 | Palais omnisports de Paris-Bercy                     | Justin Brayton                                       | Yamaha                                               |
| 21 novembre 2010  | Palais omnisports de Paris-Bercy                     | Justin Barcia (en)                                   | Honda                                                |
| 20 octobre 2011   | Palais omnisports de Paris-Bercy                     | Kyle Chislom                                         | Yamaha                                               |
| 11 novembre 2012  | Palais omnisports de Paris-Bercy                     | Jake Weimer                                          | Kawasaki                                             |
| 10 novembre 2013  | Palais omnisports de Paris-Bercy                     | Justin Barcia                                        | Honda                                                |
| 15 novembre 2014  | Stade Pierre-Mauroy                                  | Eli Tomac                                            | Honda                                                |
| 15 novembre 2015  | Stade Pierre-Mauroy                                  | Weston Peick                                         | Yamaha                                               |
| 13 novembre 2016  | Stade Pierre-Mauroy                                  | Marvin Musquin                                       | KTM                                                  |
| 19 novembre 2017  | Paris La Défense Arena                               | Marvin Musquin                                       | KTM                                                  |
| 18 novembre 2018  | Paris La Défense Arena                               | Jason Anderson                                       | Husqvarna                                            |
| 10 novembre 2019  | Paris La Défense Arena                               | Justin Barcia                                        | Yamaha                                               |
| 15 novembre 2020  | Épreuve annulée en raison de la pandémie de Covid-19 | Épreuve annulée en raison de la pandémie de Covid-19 | Épreuve annulée en raison de la pandémie de Covid-19 |
| 27 novembre 2021  | Paris La Défense Arena                               | Marvin Musquin                                       | KTM                                                  |
| 13 novembre 2022  | Paris La Défense Arena                               | Ken Roczen                                           | Honda                                                |
| 19 novembre 2023  | Paris La Défense Arena                               | Jett Lawrence                                        | Honda                                                |
| 17 novembre 2024  | Paris La Défense Arena                               | Cooper Webb,                                         | Yamaha                                               |